# Llista de topònims del Voló
Llista de topònims (noms propis de lloc) del Voló (Rosselló).
Informació actualitzada per un bot. Els canvis manuals es perdran quan s'actualitzi!

## barrera de peatge
| imatge | Nom                          | Ubicat a | instància de      | Detalls | coordenades                                             | Protecció | Commons (més fotos)     | Dades a WD                    |
| ------ | ---------------------------- | -------- | ----------------- | ------- | ------------------------------------------------------- | --------- | ----------------------- | ----------------------------- |
|        | barrera de peatge del Pertús | el Voló  | barrera de peatge |         | 42° 31′ 40″ N, 2° 49′ 17″ E / 42.5277363°N,2.82147305°E |           |                         | Modifica les dades a Wikidata |
|        | barrera de peatge del Voló   | el Voló  | barrera de peatge |         | 42° 31′ 25″ N, 2° 49′ 03″ E / 42.5237027°N,2.8173684°E  |           | Gare de péage du Boulou | Modifica les dades a Wikidata |

## església
| imatge | Nom                       | Ubicat a | instància de          | Detalls                                                       | coordenades                                                                 | Protecció                                                 | Commons (més fotos)               | Dades a WD                    |
| ------ | ------------------------- | -------- | --------------------- | ------------------------------------------------------------- | --------------------------------------------------------------------------- | --------------------------------------------------------- | --------------------------------- | ----------------------------- |
|        | Sant Antoni del Voló      | el Voló  | església              |                                                               | 42° 31′ 24″ N, 2° 50′ 01″ E / 42.523277777778°N,2.8336944444444°E 82.2 msnm |                                                           | Église Saint-Antoine du Boulou    | Modifica les dades a Wikidata |
|        | Sant Felip del Voló       | el Voló  | església              |                                                               | 42° 30′ 28″ N, 2° 49′ 43″ E / 42.507638888889°N,2.8285°E 106.8 msnm         |                                                           | Chapelle Saint-Philippe du Boulou | Modifica les dades a Wikidata |
|        | Santa Margarida de Molars | el Voló  | església Ús: església | Estil: arquitectura romànica Dedicat a: Margarida d'Antioquia | 42° 30′ 54″ N, 2° 51′ 14″ E / 42.515°N,2.854°E 117.9 msnm                   |                                                           | Église Sainte-Marguerite de Molas | Modifica les dades a Wikidata |
|        | Santa Maria del Voló      | el Voló  | església Ús: església | Estil: arquitectura romànica                                  | 42° 31′ 27″ N, 2° 50′ 05″ E / 42.5242°N,2.8348°E 83.1 msnm                  | monument històric catalogat monument històric inventariat | Église Sainte-Marie du Boulou     | Modifica les dades a Wikidata |

## riu
| imatge | Nom                | Ubicat a                     | instància de | Detalls                                                 | coordenades | Protecció | Commons (més fotos) | Dades a WD                    |
| ------ | ------------------ | ---------------------------- | ------------ | ------------------------------------------------------- | --- | --------- | ------------------- | ----------------------------- |
|        | Ribera de Morellàs | el Voló Morellàs i les Illes | riu          | Desemboca: Tec Llarg: 16.1km                            | 42° 26′ 37″ N, 2° 47′ 16″ E / 42.44361111111111°N,2.787777777777778°E 42° 31′ 06″ N, 2° 49′ 40″ E / 42.51833333333333°N,2.8277777777777775°E          |           |                     | Modifica les dades a Wikidata |
|        | Tec                | Pirineus Orientals           | riu          | Desemboca: mar Mediterrània Llarg: 84.1km Conca: 721km² | 42° 35′ 25″ N, 3° 02′ 42″ E / 42.59027778°N,3.045°E 42° 25′ 22″ N, 2° 19′ 20″ E / 42.4229°N,2.3223°E 42° 35′ 21″ N, 3° 02′ 42″ E / 42.5893°N,3.0451°E |           | Tech (river)        | Modifica les dades a Wikidata |

## Misc
| imatge | Nom                          | Ubicat a                     | instància de                          | Detalls | coordenades | Protecció | Commons (més fotos)          | Dades a WD                    |
| ------ | ---------------------------- | ---------------------------- | ------------------------------------- | --- | --- | --------- | ---------------------------- | ----------------------------- |
|        | Camp del Voló                | el Voló                      | camp de concentració                  | | 42° 31′ 29″ N, 2° 49′ 51″ E / 42.52472222°N,2.83083333°E                                                                                      |           |                              | Modifica les dades a Wikidata |
|        | Collada de la Barra          | Morellàs i les Illes el Voló | port de muntanya                      | | 42° 30′ 26″ N, 2° 50′ 28″ E / 42.507358°N,2.841011°E 342.9 msnm                                                                               |           |                              | Modifica les dades a Wikidata |
|        | Estació del Voló             | el Voló                      | estació de mercaderies                | | 42° 31′ 29″ N, 2° 49′ 40″ E / 42.5247°N,2.82769°E 89 msnm                                                                                     |           | Gare du Boulou - Perthus     | Modifica les dades a Wikidata |
|        | Molars                       | el Voló                      | assentament humà                      | | 42° 30′ 54″ N, 2° 51′ 14″ E / 42.514899°N,2.853897°E 123.8 msnm                                                                               |           |                              | Modifica les dades a Wikidata |
|        | Puig Rodonell                | el Voló                      | muntanya                              | | 42° 32′ 42″ N, 2° 49′ 30″ E / 42.545111111111°N,2.8249722222222°E 143.2 msnm                                                                  |           |                              | Modifica les dades a Wikidata |
|        | Recinte fortificat del Voló  | el Voló                      | edifici                               | | 42° 38′ 55″ N, 2° 35′ 11″ E / 42.648675°N,2.586521°E 203.6 msnm                                                                               |           |                              | Modifica les dades a Wikidata |
|        | Ribera de la Vallmanya       | el Voló                      | curs d'aigua                          | Travessa: Paçà Vivers Llarg: 8.7km                                                                                  | 42° 32′ 39″ N, 2° 46′ 22″ E / 42.54416666666667°N,2.772777777777778°E 42° 31′ 49″ N, 2° 50′ 43″ E / 42.530277777777776°N,2.8452777777777776°E |           |                              | Modifica les dades a Wikidata |
|        | Stade François Noguères      | el Voló                      | estadi                                | Anomenat per: François Noguères                                                                                     | |           |                              | Modifica les dades a Wikidata |
|        | casa de la vila del Voló     | el Voló                      | instal·lació Ús: seu del govern local | | 42° 31′ 38″ N, 2° 49′ 53″ E / 42.5271093654884°N,2.83135715743782°E fr:AV LEON JEAN GREGORY, BP 15, 66162 LE BOULOU CEDEX                     |           | Town hall of Le Boulou       | Modifica les dades a Wikidata |
|        | dolmen de la Creu del Senyal | el Voló                      | dolmen                                | | 42° 30′ 24″ N, 2° 51′ 36″ E / 42.506666666667°N,2.8600555555556°E 354.1 msnm                                                                  |           | Dolmen de la Creu del Senyal | Modifica les dades a Wikidata |
|        | piscina municipal del Voló   | el Voló                      | centre de natació                     | | fr:Rue ronsard |           |                              | Modifica les dades a Wikidata |
|        | pont Lluís Companys          | el Voló                      | pont de carretera pont penjant        | 1962 Travessa: Tec Hi passa: Route départementale 900 Llarg: 121m Ample: 12.5m Anomenat per: Lluís Companys i Jover | 42° 31′ 16″ N, 2° 49′ 57″ E / 42.52119444444445°N,2.8324869444444443°E fr:27 rue du pont                                                      |           | Pont Lluís Companys          | Modifica les dades a Wikidata |